# Ан-Намль
Ан-Намль (араб. النمل — Муравьи) — двадцать седьмая сура Корана. Сура мекканская.  Состоит из 93 аятов.

## Содержание
В суре приводится история Мусы и упоминаются некоторые из его знамений, а также история Дауда (Давида) и его сына Сулеймана (Соломона). Передается, что он понимал язык животных и был признателен Аллаху за эту благую милость. Однажды к Сулейману были собраны джинны, люди и птицы, кроме удода, который прилетел позже и рассказал о царице Сабы и её народе, поклоняющихся солнцу. Сулейман послал ей письмо, и она, посоветовавшись со своим народом, послала ему в ответ дары. Далее рассказывается о том, что её трон был перенесен во дворец Сулеймана, прежде чем она прибыла сама. Когда она вошла во дворец Сулеймана, то была так изумлена этим, что объявила о своей покорности и вере в Аллаха и Сулеймана.
Эта сура содержит также рассказы о Салихе и его народе, о Луте и его народе, о спасении Лута и его семьи и гибели его распутной общины. Упоминается о том, что выйдет из-под земли животное, которое возвестит неверным, что они не уверовали в знамения Аллаха.

Та. Син. Это – аяты Корана и ясного Писания, ۝ верное руководство и благая весть для верующих, ۝ которые совершают намаз, выплачивают закят и убеждены в Последней жизни. ۝ Воистину, тем, которые не веруют в Последнюю жизнь, Мы представили их деяния прекрасными, и они блуждают в растерянности. ۝ Они – те, которым уготованы злые мучения, а в Последней жизни они понесут наибольший убыток.
— Коран 27:1—5 (Кулиев)